# Lyonia macrocalyx
Lyonia macrocalyx là một loài thực vật có hoa trong họ Thạch nam. Loài này được (J. Anthony) Airy Shaw mô tả khoa học đầu tiên năm 1937.